# Gadila pocula
Gadila pocula är en blötdjursart som först beskrevs av Dall 1889.  Gadila pocula ingår i släktet Gadila och familjen Gadilidae. Inga underarter finns listade i Catalogue of Life.